# Flaga Chorwacji
Flaga Chorwacji – jeden z symboli państwowych Republiki Chorwacji.

## Wygląd i symbolika
Flaga Chorwacji jest prostokątem podzielonym na trzy poziome pasy w pansłowiańskich kolorach: czerwonym, białym i niebieskim. W centrum znajduje się herb Chorwacji. Proporcje flagi wynoszą 1:2.

## Historia
Idąc za przykładem innych narodów słowiańskich, Chorwaci wprowadzili w 1848 roku flagę o trzech poziomych pasach – czerwonym, białym, niebieskim. Kiedy Chorwacja proklamowała niepodległość w 1941 roku, herb państwowy umieszczono w centrum flagi. Korona, wieńcząca tarczę obecnego herbu, uformowana jest z tarcz pięciu historycznych herbów części składowych republiki (od lewej wizualnej: najstarszy herb Królestwa Chorwacji, Republiki Dubrownika, Dalmacji, Istrii i Sławonii). Flaga ostatecznie została przyjęta 22 grudnia 1990 roku.

Flaga Królestwa Chorwacji (ok. 925–1102)
Flaga Królestwa Chorwacji (Habsburgowie) (1852–1860)
Flaga Królestwa Chorwacji i Slawonii (1867–1918)
Flaga Państwa SHS (1918)
Flaga Banowiny Chorwacji (1939–1941)
Flaga NDH (1941–1945)
Flaga Socjalistycznej Republiki Chorwacji (1944–1947)
Flaga Socjalistycznej Republiki Chorwacji (1947–1990)
Flaga używana od 27 czerwca do 22 grudnia 1990